# 王納誨
王納誨（1470年—1525年），字獻可，别號蒙谿，陝西西安府長安縣人，匠籍，明朝政治人物。

## 生平
弘治五年（1492年）壬子科陝西鄉試第六十五名舉人。弘治十五年（1502年）中式壬戌科會試第七十三名，二甲第四十七名進士。 授工部都水司主事，管臨清閘關，正德元年（1506年）改吏部考功司主事，三年晋员外郎，四年累官吏部验封司郎中。正德五年（1510年），被指為劉瑾同黨，降易州同知。六年升河南按察司佥事，管理河南屯田，十年、十二年母亲、父亲先后去世丁憂，十四年復除河南佥事，兵备信阳，十五年改四川佥事，兵备泸叙，嘉靖元年（1522年）晋副使，分司川西、川北。二年移雲南臨安兵备，四年量移山西，尋晋山西布政司右參政，取道归乡，卧病而卒。

## 家族
曾祖王奉先，元主簿；祖父王鐸；父王琮，趙王教授。母許氏。具庆下。